# Аналітична записка
Аналітична записка — документ, що містить узагальнений матеріал про які-небудь дослідження.
Метою написання аналітичної записки, як правило, є візуалізація, формулювання проблеми чи концепції, а також формулювання висновків. Обов'язково включаються пропозиції щодо варіантів вирішення проблем(и), які базуються на доступній інформації.

## Структура аналітичної записки
Жорстких вимог до структури або обсягу аналітичної записки не пред'являється. Базовий варіант структури аналітичної записки може складатися з наступних частин:
- Анотація;
- Зміст
- Вступ
- Основна частина
- Висновки
- Підпис
- Програми наступних дій

## Анотація
В анотації коротко викладається суть змісту документа, причини і обставини його появи, цілі та завдання об'єкту, методи дослідження, обґрунтування та отримані результати. Кожен з цих параметрів починається з абзацу. В анотації вказуються використовувані джерела інформації. Розмір анотації не повинен перевищувати 2/3 сторінки формату А4.

## Зміст
Включає в себе перелік всіх структурних частин документа із зазначенням номерів сторінок, на яких розміщується початок кожної частини.

## Вступ
Містить кілька складових частин, які не виділяються підзаголовками, але присутні в обов'язковому порядку. Вступ містить постановку проблеми (тобто її призначення, характеристику основних методологічних принципів при її вивченні, чітко сформульовану мету, причини і підстави дослідження, коло питань, що підлягають розгляду). Роз'яснюється, яка методика використовувалася при обробці інформації.

## Основна частина
Викладається суть дослідження. У логічній послідовності дається виклад досліджуваних питань теми (виділених, як правило, в підрозділи) на основі самостійного вивчення джерел і залучення, де це необхідно, дослідницької та іншої літератури. Поетапний аналіз та узагальнення. Висування гіпотез, версій і їх обґрунтування. Складається з розділів і підрозділів.

## Висновки
Наприкінці Аналітичної записки повинні бути обов'язково Висновки, Прогноз і Пропозиції (Рекомендації). Будуються вони на підставі результатів аналізу матеріалів, наведених у розділах, але не повторюють їх, а узагальнюють.
Основні вимоги до висновків:
- Несуперечність і жорсткий логічний взаємозв'язок з основним текстом підрозділу;
- Відсутність прямих повторень тексту розділу;
- Неприпустимість висновків, не обґрунтованих основним текстом;
- Висновки повинні характеризувати розглянутий період або явище;
- Висновки в обов'язковому порядку повинні містити загальні прогнозні оцінки перебігу процесів на найближчу перспективу;
- Підводиться загальний підсумок досліджень із зазначеної тематики;
- Текст висновків повинен бути коротким.

Виходячи з висновків, вказується перелік заходів, пропозицій або їх варіанти для запобігання причин, наслідків тієї чи іншої події, а також прогнозуються ті події, дії, які можуть відбутися, якщо не виконати або не брати до уваги ці висновки і пропозиції.
Вступні та заключні частини виділяються курсивом.
Обсяг підсумкового висновка не повинен перевищувати однієї сторінки.

## Підпис
Наприкінці Аналітичної записки, під висновками і пропозиціями повинна бути відмітка про виконавця, що включає в себе відповідальних виконавців даного документа із зазначенням їх посад в організаційній структурі, наприклад: Віце-король Індії, підпис, маркіз, Д. Н. Керзон, а також дата підпису та номери службових телефонів.

## Програми
Долучаються різні таблиці, графіки, умовні позначення, глосарій, математичні формули і розрахунки, а також інша другорядна інформація, яка доповнює основну частину документа. Список використаних джерел та літератури, складається при необхідності і на вимогу керівництва.

## Рекомендації щодо написання аналітичної записки
- Весь текст аналітичної записки повинен був спрямований на досягнення мети. Цілей може бути декілька, але краще, щоб їх було небагато, ще краще — одна.
- Якщо Ви пишете аналітичну записку самостійно, обов'язково запитуйте інформацію у своїх колег з інших структурних підрозділів або сторонніх організацій — це підвищить об'єктивність аналітичної записки.
- При підготовці документа необхідно використовувати наявні методики збору інформації та зіставлення фактів.
- Факт як такий містить у собі недостатньо сенсу, якщо його не розглядати в поєднанні з деякими іншими фактами або не вказати на його значення.
- Текст аналітичної записки повинен бути зрозумілий, наукові терміни, вирази, які використовуються при дослідженні тієї чи іншої проблеми необхідно замінювати поняттями для широкої аудиторії. У разі неможливості їх замінити іншими, вони можуть бути залишені, але обов'язково приводиться в додатку і розкриватися докладно.
- Загальний розмір аналітичної записки, без додатків повинен бути не більше 7-12 сторінок.
- Основні розділи аналітичної записки починають щоразу з нової сторінки.
- Листи аналітичної записки брошурують тільки після затвердження тексту керівником підрозділу.
- При використанні електронних документів з різними стилями викладу, шрифтами і т. ін. необхідно обов'язково переформатувати і навести дані до тих технічних характеристик, які прийняті в компанії.
- Для презентацій аналітичну записку при необхідності слід переплести в щільні обкладинки і оформити текст, графіки та діаграми в кольорі.

Аналітична записка повинна бути ретельно вивірена відповідальним виконавцем і підписана ним, а потім передана на перевірку, узгодження, корекцію керівнику підрозділу, який уважно вивчає цей документ, вносить зміни за згодою автора. Після коригування керівник підрозділу підготовлений документ передає керівнику оргструктури на розгляд. У разі виявлення будь-яких неточностей, помилок і т. ін. в документі виконавець вносить зміни і передає його в двох примірниках разом з електронною версією через свого керівника підрозділу керівнику оргструктури.